# Horní Paseky
Horní Paseky (németül Oberreuth) a második világháborút követő években megszűnt, korábban önálló község Csehországban a Karlovy Vary-i kerület Chebi járásában. Jelenleg Aš településrésze.

## Fekvése
Az Aši-kiszögellés keleti részén, Aš-tól 5 km-re keletre fekszik.

## Története
Német telepesek alapították. Első írásos említése 1291-ből származik, ekkor a Neuberg-család birtoka. 1344-ben a Zedtwitz-család birtokába került. A 19. század végén 58 lakóháza volt 326 lakossal. 1917-ben a településen pusztító tűzvészt követően lakosainak egy része elköltözött. Lakosságának számottevő csökkenése 1946-ban, német nemzetiségű lakosságának kitelepítése által következett be. A kitelepítést követően 1947-ben a községben 60 lakos élt, a település nevét ekkor Horní Reuth-ról Horní Paseky-re változtatták. Területét 1950-ben a határsáv tiltott övezetébe sorolták, s ez teljes megszűnéséhez vezetett. Lakóházainak nagy részét lebontották, s a határőrség részére laktanyát építettek. Egykori temetőjét is szinte annak felismerhetetlenségéig megrongálták. A Szovjet Hadsereg számára 1968-ban néhány panelházat építettek, melyeket a katonák 1990-ig lakták. Az 1997-ben, Aš város által felújított panelházakban 2001-ben 52 lakos élt. A településrészen fűrésztelep is működik.

## Lakossága
| Év            | 1850 | 1930 | 1947 | 1961 | 2001 |
| ------------- | ---- | ---- | ---- | ---- | ---- |
| Lakosok száma | 370  | 277  | 63   | 48   | 52   |

## Nevezetességek
- Oberreuth község emlékműve a határ németországi oldalán.
- Szent Hubert és Szent György tiszteletére szentelt ortodox kápolna. A 2007-ben felépített kápolna Csehország legnyugatibb fekvésű ortodox építménye.

## Képtár

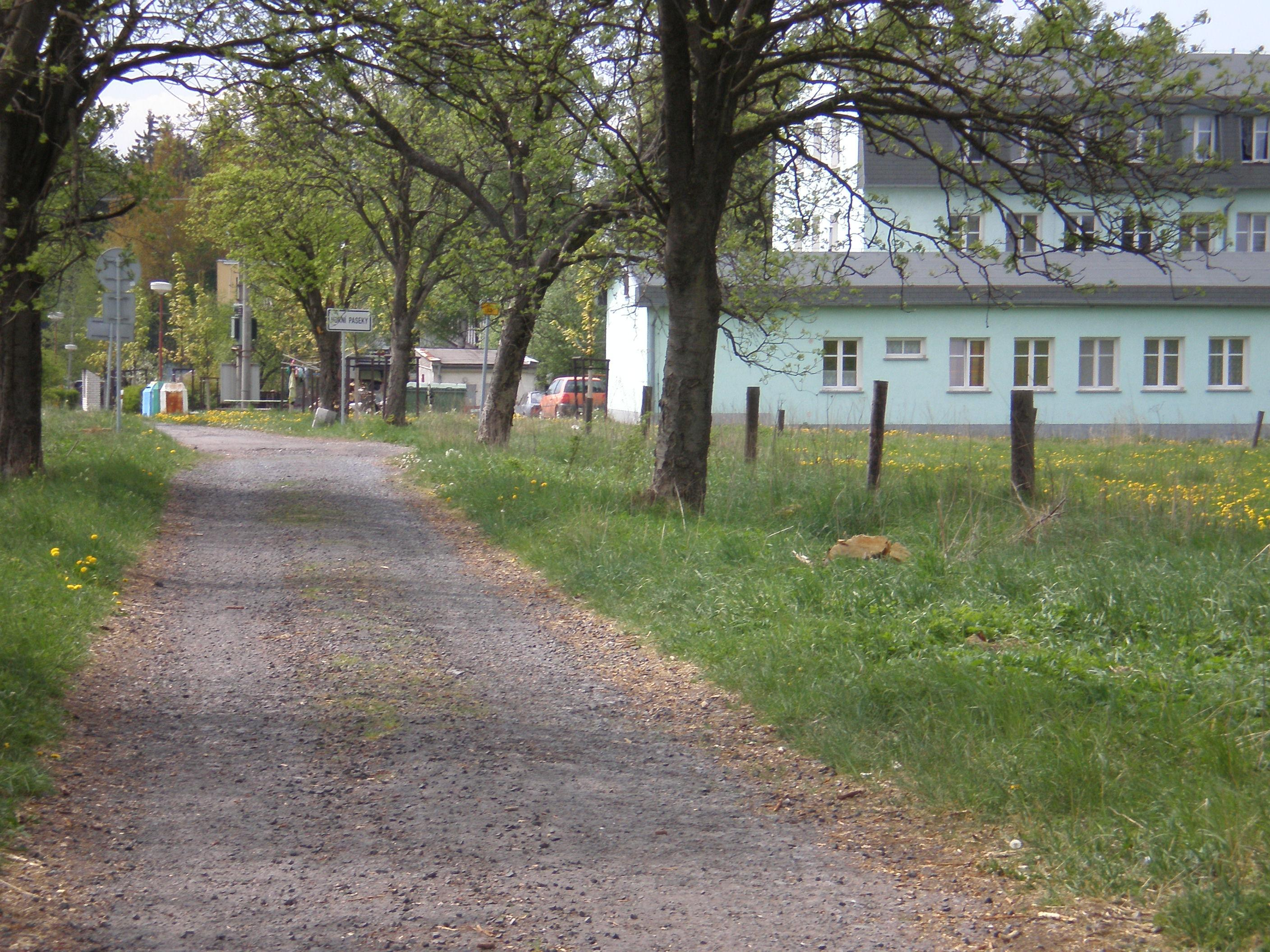
Horní Paseky (2008)
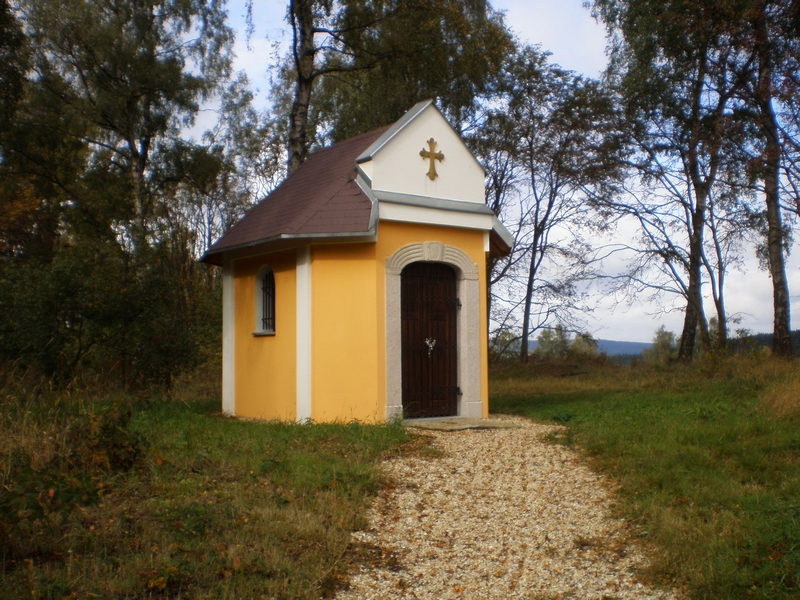
Szent Hubert és Szent György kápolna
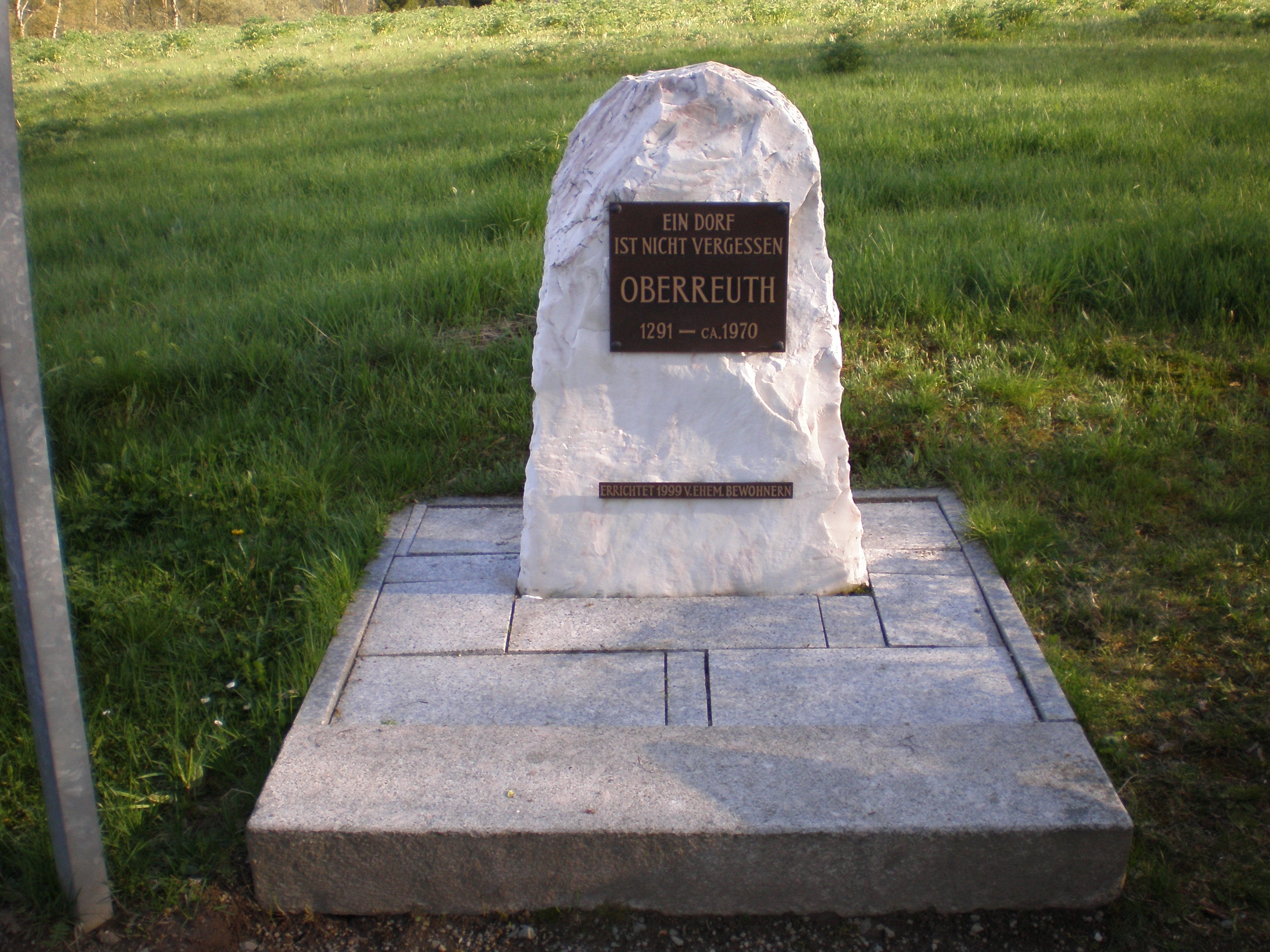
Az egykori község emlékműve a határ németországi oldalán
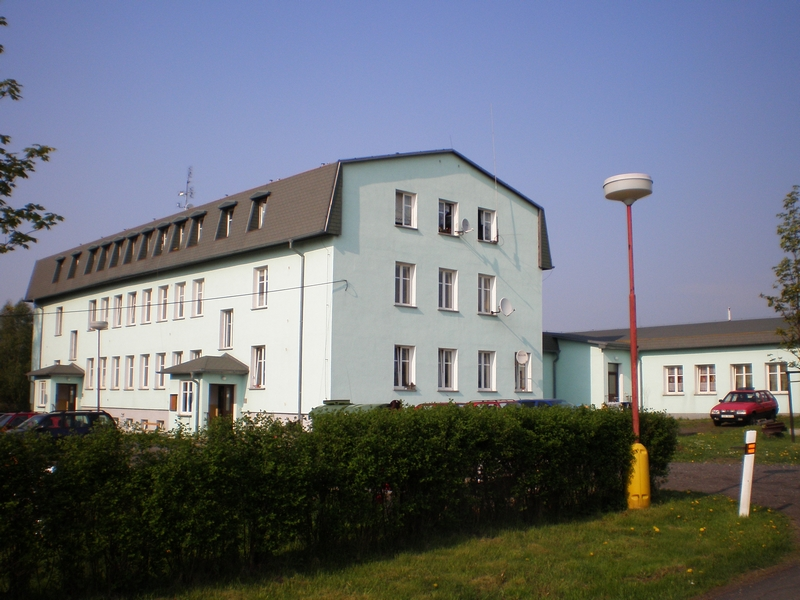
A szovjet katonák egykori lakóépülete felújítása után

## Fordítás
- Ez a szócikk részben vagy egészben a Horní Paseky című cseh Wikipédia-szócikk ezen változatának fordításán alapul.  Az eredeti cikk szerkesztőit annak laptörténete sorolja fel. Ez a jelzés csupán a megfogalmazás eredetét és a szerzői jogokat jelzi, nem szolgál a cikkben szereplő információk forrásmegjelöléseként.